# Acanthopsyche sierricola
Acanthopsyche sierricola is een vlinder van de familie van de zakjesdragers (Psychidae). De wetenschappelijke naam van deze soort is voor het eerst voorgesteld als Thyridopteryx sierricola door Adam White in een publicatie uit 1858.

## Verspreiding
De soort komt voor in Mali, Senegal, Sierra Leone, Ivoorkust, Nigeria en Angola.

## Waardplanten
De rups leeft op:
- Asteraceae)
  - Vernonia sp
- Combretaceae
  - Combretum
- Fabaceae
  - Arachis hypogaea
- Malvaceae
  - Cola sp.
  - Hibiscus sp.
  - Theobroma cacao
- Rhamnaceae
  - Maesopsis eminii
- Rubiaceae
  - Coffea sp.
- Rutaceae
  - Citrus sp.